# Buddy Cage
Buddy Cage (* 18. Februar 1946 in Toronto, Ontario; † 4. Februar 2020) war ein US-amerikanischer Musiker und Pedal-Steel-Gitarrist. Cage wurde vor allem als Mitglied der New Riders of the Purple Sage bekannt, war aber auch gefragter Studiomusiker. 

## Biografie
Buddy Cage wuchs in Toronto, Kanada auf. Mit elf Jahren nahm er Unterricht an der Hawaii-Gitarre. Er orientierte sich am Spiel seiner Vorbilder Ralph Moonie (aus Buck Owens’ Band), Buddy Emmons und Curly Chalker, interessierte sich aber auch für Rock and Roll und Soulmusik. Bereits in seiner Jugendzeit trat Cage in Bars und Clubs auf und spielte bald auf Alben von Anne Murray und begleitete Ronnie Hawkins. Ab 1968 lebte Cage in den USA, überwiegend in Kalifornien. 
1969 spielte Cage bei der Folkrock-Formation Great Speckled Bird (mit Amos Garrett, Ian & Sylvia Tyson), die im selben Jahr ein von Todd Rundgren produziertes Album veröffentlichte. Als die New Riders of the Purple Sage 1971 nach dem Weggang von Jerry García einen neuen Steel-Gitarristen suchten, fiel die Wahl auf Cage. Er prägte die New-Riders-Alben Powerglide, Gypsy Cowboy und The Adventures of Panaman Red mit seinem psychedelischen Pedal-Steel-Sound. Bis auf eine kurze Unterbrechung 1978/79, in der er mit John Cipollina die San Francisco All-Stars gründete, blieb Cage bis 1982 bei den New Riders.
Nebenher war Cage auch gefragter Studiomusiker. Bob Dylan engagierte ihn für die Session zu seinem Album Blood on the Tracks. Außerdem spielte er auf Alben der Grateful-Dead-Musiker Jerry García, Bob Weir, Mickey Hart und Robert Hunter und arbeitete mit David Bromberg, Sly Stone und anderen. 
In den 80er Jahren verschwand Buddy Cage weitgehend von der Bildfläche. Er hatte mit Alkoholproblemen zu kämpfen und war vorübergehend nach Massachusetts gezogen. Mit Hilfe der Anonymen Alkoholiker besiegte er Ende der 80er Jahre seinen Alkoholismus. Danach engagierte er sich zeitweise bei Organisationen der Alkohol- und Drogenberatung. 
In den 90er Jahren war Cage Mitglied bei der Countryrock-Band Stirfried, mit der er drei Alben veröffentlichte. Später tourte und veröffentlichte er mit den Brooklyn Cowboys. Gelegentliche Gastauftritte in der Band seines alten New-Riders-Kollegen David Nelson führten Ende 2005 schließlich zu einer Revival-Tournee der New Riders of the Purple Sage, bei der neben Buddy Cage und David Nelson auch Mitglieder von Stirfried sowie Michael Falzarano von Hot Tuna beteiligt waren.